# Welshpool and Llanfair Light Railway
| Streckenlänge: | 14 km               |                        |                        |
| Spurweite: | 762 mm (Schmalspur) |                        |                        |
| |                     |                        |                        |
| \| \| \| Welshpool Raven Square \| \| \| \| Golfa Bank \| \| \| \| Sylfaen \| \| \| \| Castle Caereinion \| \| \| \| Cyfronydd \| \| \| \| Heniarth \| \| \| \| Llanfair Caereinion \| |                     |                        |                        |
| Kopfbahnhof Streckenanfang |                     | Welshpool Raven Square | Welshpool Raven Square |
| Strecke geradeaus |                     | Golfa Bank             | Golfa Bank             |
| Haltepunkt / Haltestelle |                     | Sylfaen                | Sylfaen                |
| Haltepunkt / Haltestelle |                     | Castle Caereinion      | Castle Caereinion      |
| Haltepunkt / Haltestelle |                     | Cyfronydd              | Cyfronydd              |
| Haltepunkt / Haltestelle |                     | Heniarth               | Heniarth               |
| Kopfbahnhof Streckenende |                     | Llanfair Caereinion    | Llanfair Caereinion    |

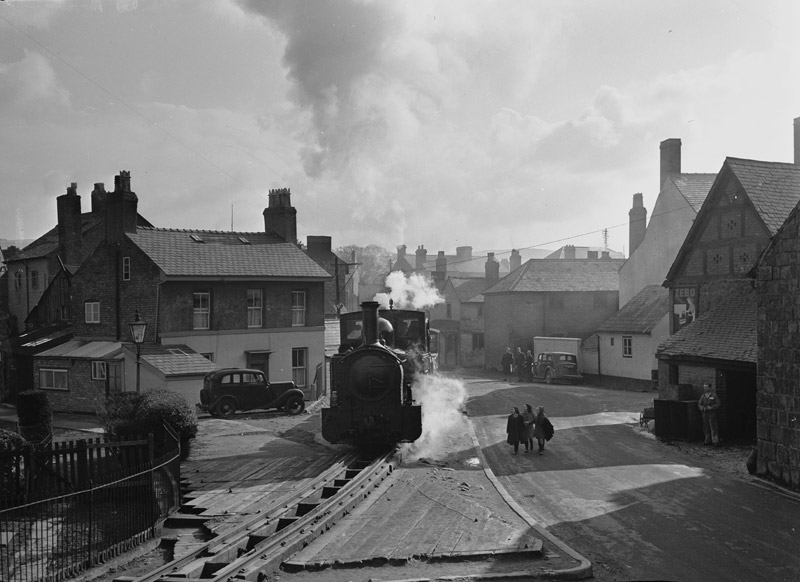
Zug auf der Stadtstrecke in Welshpool (1950)

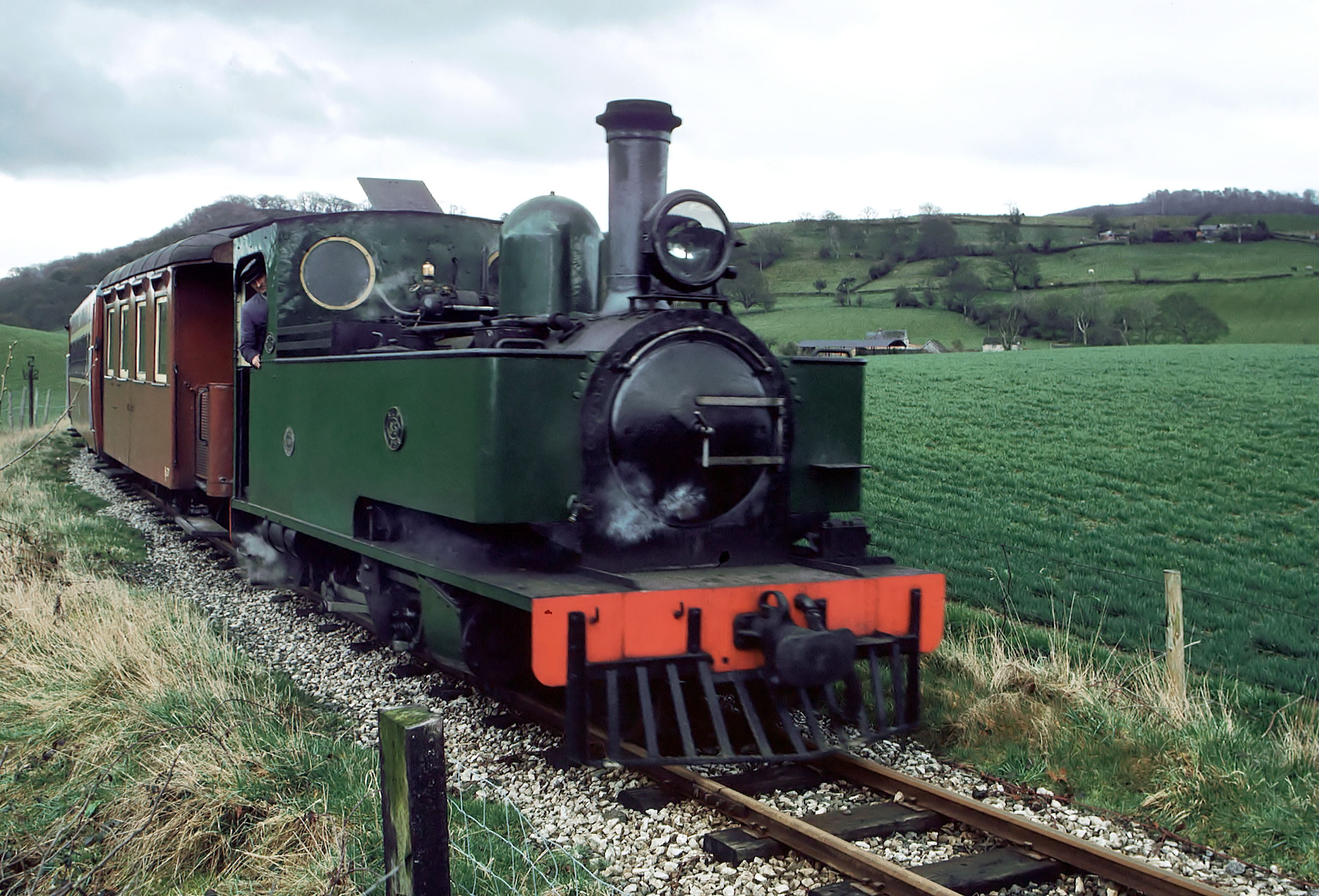
Lokomotive No. 14/85 am Bahnübergang

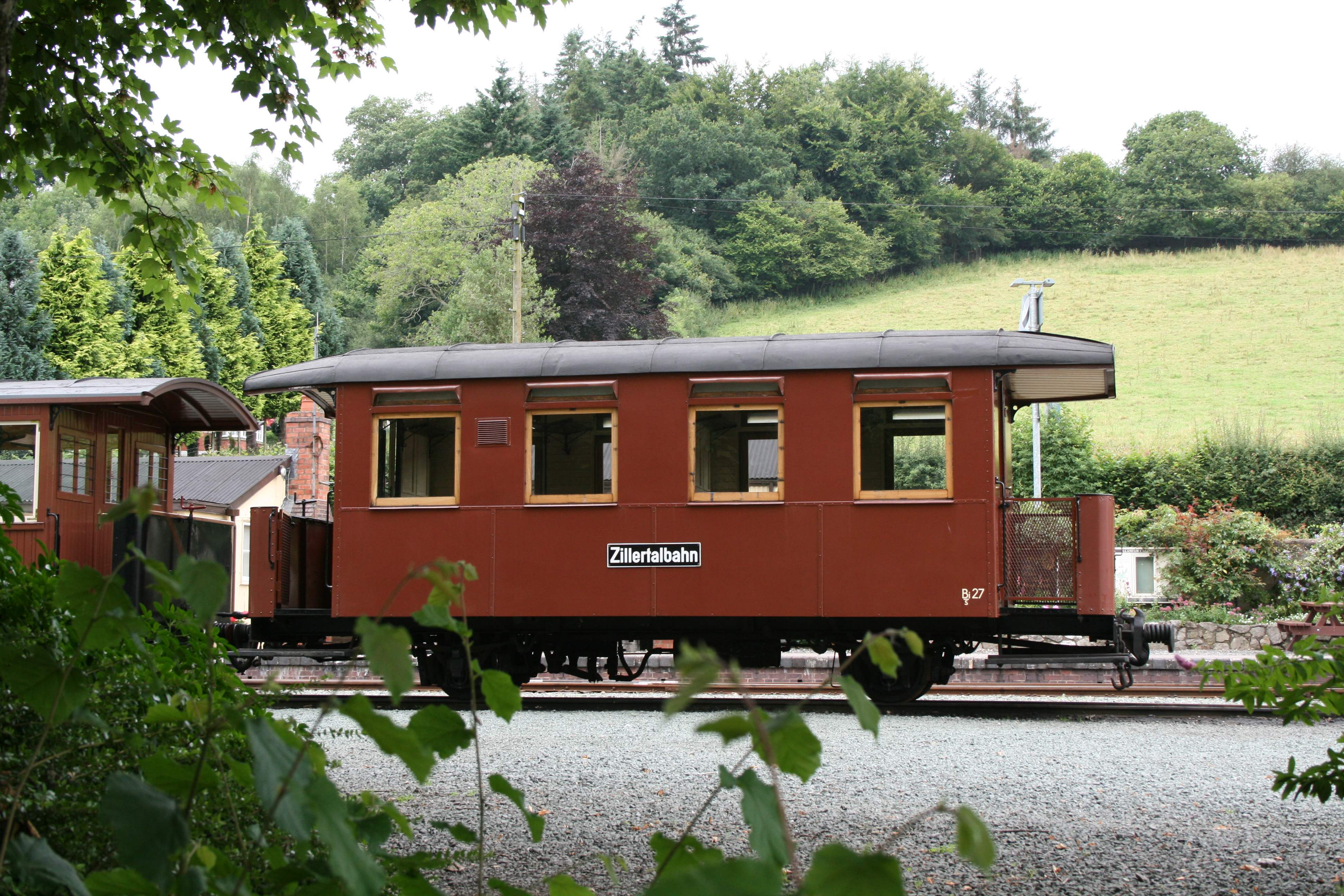
Einer der ehemaligen Zillertalbahn-Wagen

Die Welshpool and Llanfair Light Railway (W&LLR, walisisch Rheilffordd y Trallwng a Llanfair Caereinion) ist eine Schmalspurbahn in der walisischen Grafschaft Powys. Die Bahnstrecke ist ungefähr 14 km lang und verbindet die Ortschaften Welshpool und Llanfair Caereinion. Die Spurweite beträgt 2 ft 6  in (762 mm).

## Eröffnung
Die W&LLR war eine der wenigen Schmalspur-Nebenlinien, die unter den Bestimmungen des Light Railways Act von 1896 gebaut worden sind. Die Strecke wurde am 4. April 1903 eröffnet und sollte die wirtschaftliche Entwicklung des abgelegenen Gebietes unterstützen. Die ursprünglich von den Cambrian Railways betriebene Bahnlinie warf niemals Gewinn ab.
Die kurvenreiche Trasse führt durch welliges Gelände, mit entsprechend steilen Steigungs- und Gefälleabschnitten. Der Ausgangspunkt in Welshpool lag neben dem Bahnhof der Hauptlinie; wenn die Züge durch die Stadt fuhren, ließ der Lokführer zur Sicherheit ständig die Glocke läuten.

## Niedergang
1923 wurde die Linie im Zuge des Zusammenschlusses von Gesellschaften von der Great Western Railway übernommen. Am 9. Februar 1931 gab man die Personenbeförderung auf und setzte dafür Busse ein; nur der Güterverkehr wurde beibehalten. Für das Eisteddfod wurde der Personenverkehr zwischen dem 6. und 11. August 1945 noch einmal provisorisch aufgenommen.
1948 ging die W&LLR in staatlichen Besitz über. Der Frachtverkehr hielt sich noch eine Zeit lang; 1956 entschied British Railways jedoch, die Bahnstrecke stillzulegen.

## Touristenattraktion
Wenige Jahre nach der Stilllegung fand sich eine Gruppe von Eisenbahnfreunden zusammen, übernahm die Bahnlinie, und begann mit der Wiederherstellung. Am 6. April 1963 wurde die erste Teilstrecke vom Endpunkt Llanfair Caereinion ausgehend, als Touristenattraktion wiedereröffnet. In mehreren Etappen wurde die Strecke nahezu vollständig wieder in Betrieb genommen. Weil die Trasse durch den Ort Welshpool zum Ausgangspunkt am alten Bahnhof nicht mehr zur Verfügung stand, wurde am Stadtrand am Raven Square eine neue Endstation gebaut und am 18. Juli 1981 eingeweiht.
Die Spurweite von 762 mm der Welshpool and Llanfair Light Railway war zwar im britischen Kolonialreich durchaus üblich, kam aber auf den britischen Inseln selbst nur sehr selten zum Einsatz. Deshalb mussten Lokomotiven und Waggons aus anderen Ländern, zum Beispiel aus Österreich beschafft werden. Die dort übliche Bosnische Spurweite von 760 mm machte etwa den Einsatz von gebrauchten Fahrzeugen der Zillertalbahn ohne größere Umbauten möglich.
Eine großzügige Geldspende des Heritage Lottery Fund ermöglichte die Wiederherstellung sowohl der originalen Lokomotiven, als auch den Bau von Repliken der originalen Personenwagen sowie die Anschaffung erforderlicher Werkstattausrüstung.
Die Eisenbahn ist Mitglied der Great Little Trains of Wales.